# Сантьяго Матаморос

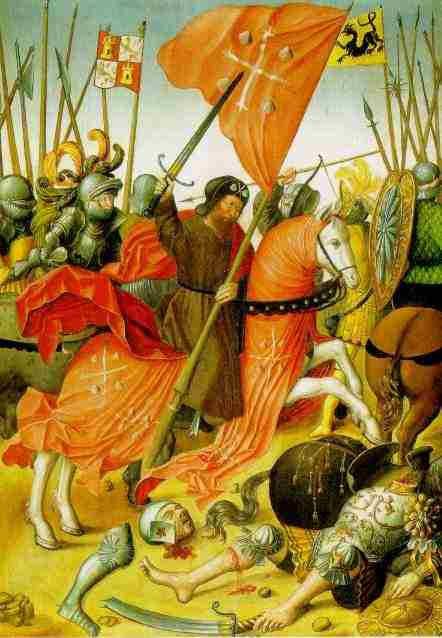
Картина Хуана Фландеса

Святой Иаков-Мавробойца, Сантьяго Матаморос; Дьего (Диего, Яго) Мавроборец (исп. Santiago Matamoros) — распространённое в Испании прозвание апостола Иакова Зеведеева (Старшего) по моменту его чудесного посмертного явления 23 мая 844 года в битве при Клавихо, где астурийцы сражались с сарацинами. В данном образе апостол Иаков стал святым покровителем борьбы испанцев против мусульман и его изображение является чрезвычайно распространённым.

## Чудесные явления

### Битва при Клавихо
Во время одного из сражений Реконкисты — под Клавихо 23 мая 844 года, в решающий момент битвы христианским войскам астурийского короля Рамиро I, сражающимся с сарацинами (маврами) Абд ар-Рахмана II явился крестивший Испанию апостол — святой Иаков на белом коне, и принял участие в битве. (Легенда гласит, что сражение было вызвано тем, что король отказался отдавать неверным традиционную дань — 100 прекрасных дев).
Это явление святого так воодушевило христиан, что они выиграли битву, несмотря на превосходящие силы противника. Хроники рассказывают, что накануне сражения апостол приснился королю, обещая свою помощь.
Средневековый хронист Педро Марсио рассказывает о чуде, пересказывая слова короля Рамиро, так:

И пребывал я спящим, когда явилось мне видение — в телесной оболочке благословенный Сантьяго, защитник испанцев; и взирая с удивлением на то, что явилось очам моим, спросил я его: «кто ты?», и в ответ услышал, что се благословенный апостол Господень, Сантьяго. И еще сильнее стало моё удивление, когда чудесным способом достигли до меня сии слова, которые благословенный апостол сказал мне:

«Разве ты не знал, что Господь мой Иисус Христос (Сеньор Хесукристо), распределяя другие области земные между моими братьями, другими апостолами, к счастью, отдал мне опеку надо всей Испанией и поручил её моей защите? (…) Ободрись и будь храбрым, ибо я приду, чтобы помочь вам завтра, с Божьей помощью, победить все толпы врагов, окружающих вас. Однако, многим из твоих солдат суждено обрести вечный покой, и они обретут мученический венец во время вашей борьбы за имя Христово. И чтобы не было места для сомнений, ни для вас, ни для сарацинов, вы узрите меня в белом на белом коне и с белым знаменем в руках. Поэтому на рассвете, покаявшись и исповедавшись в грехах, причастившись крови и тела Христова и отстояв мессу, не бойтесь бросить вызов полчищам сарацинов, взывая к имени Господнему и моему и твердо зная, что падут они под лезвиями мечей».

Сказав так, исчезло сладостное видение апостола Божьего.

Крест Св. Иакова, эмблема Ордена

Флаг короля Рамиро

По результатам сражения между христианами и маврами было заключено компромиссное соглашение, получившее название Voto de Santiago. Знаменем короля Рамиро был красный крест на белом фоне с тремя концами по форме флёр-де-лис и нижним в виде лезвия меча — известный как крест святого Иакова (Cruz de Santiago). Этот красный меч корреспондировался с девизом рыцарей Реконкисты — Rubet ensis sanguine Arabum («Ал мой клинок от крови арабов»). Этот же король создал 1-й Орден Святого Иакова (возобновлен в XII веке).

### Прочие
Ещё раз святой Иаков явился в битве при Асинасе, где сразились граф Фернан Гонсалез (ум. 970) и сарацинский каудильо Альмансор (939—1002), сказав кастильскому графу о его грядущей победе (¡Ferrando de Castiella, hoy te crece gran bando!). Силы испанцев обрушились на мавров с криком ¡Santiago y cierra! («Иаков и рази!»; расширенный вариант — ¡Santiago, у cierra Espana! «Святой Иаков с нами — рази, Испания!»), это первый задокументированный случай использования этого боевого клича, в будущем столь знаменитого.

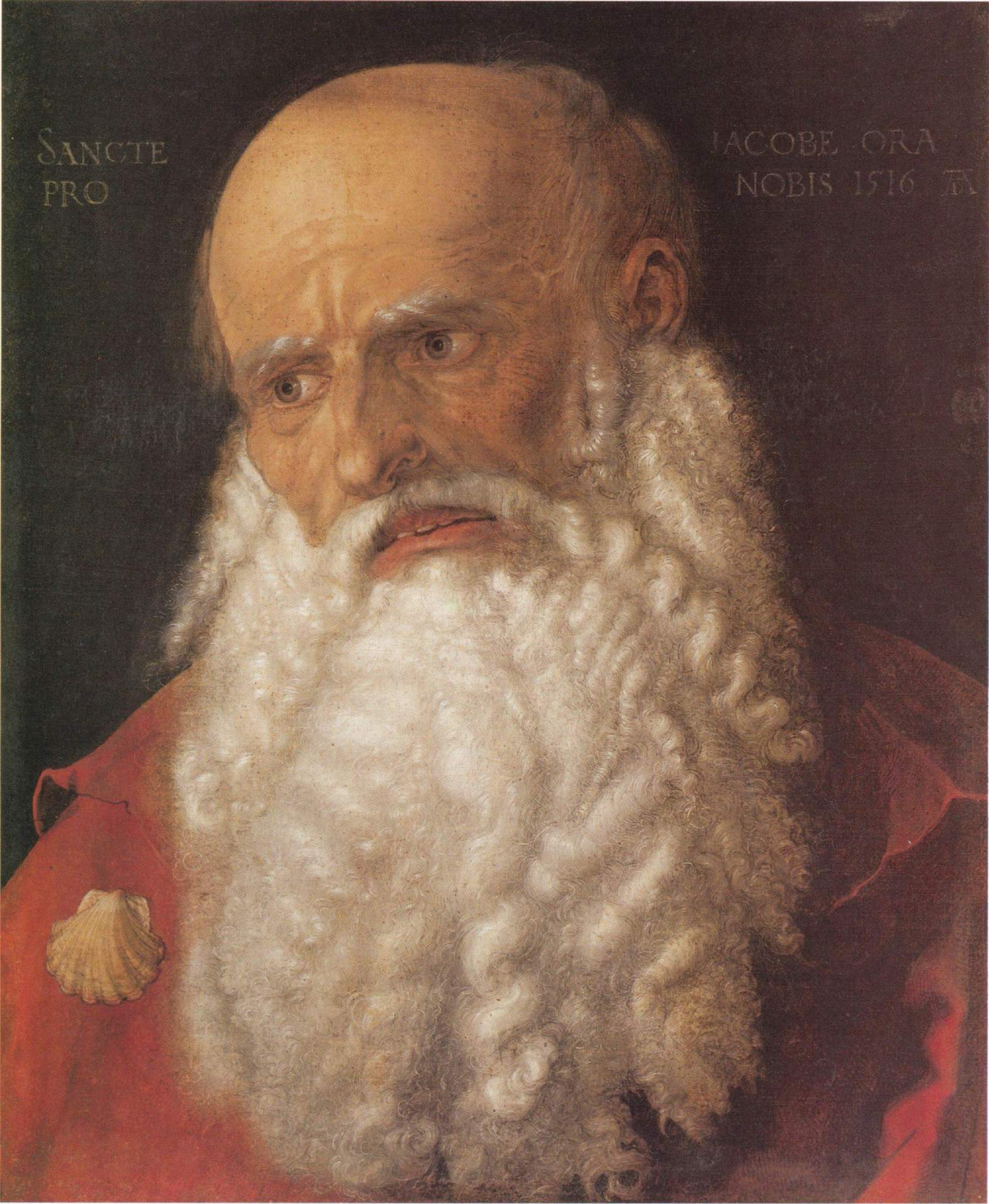
Традиционное изображение апостола-рыбака весьма отличается от прекрасного рыцаря

Затем епископ, паломник-грек по имени Остиан, накануне взятия Коимбры (1064) королём Фернандо I Великим, придя в Сантьяго-де-Компостела, услышал легенду о Сантьяго в битве при Клавихо и был шокирован историей об апостоле, ехавшем верхом, размахивая мечом. Он начал хулить тех, кто писал Иакова вооруженным всадником, приговаривая: «Друзья, призывайте не рыцаря, а рыбаря!» (¡Amigos, no lo llaméis caballero sino pescador!), поскольку апостол действительно был рыбаком до призвания Иисусом. Но ночью, как повторяют средневековые легенды, ему во сне явился сам святой, обутый в шпоры, одетый в сияющие одеяния и держащий в руках 2 ключа. Апостол сказал паломнику: «Остиан, не имей сомнений в моей рыцарственности, ибо должен ты знать, что я есмь кабальеро Господа моего Иисуса Христа, вспоможитель христианам в борьбе с маврами, и скажу тебе больше: этими ключами, что держу я в руке, завтра в воскресенье в третьем часу я открою городские врата Коимбры и предам её королю Фернандо». Сказав это, святой вскочил на коня и умчался галопом. Недоверчивый Остиан сообщил о небесном явлении церковным властям, а в третьем часу мавры Коимбры сдались после семилетней осады, и армия Фернандо вступила в город. В городской мечети, превращенной в собор, в рыцари был посвящён Родриго Диас де Вивар, позже прославленный как Эль Сид, а также множество других испанцев. В Компостеле новость об этом стала известна несколько дней спустя, и посланники подтвердили известие Остиана (Romance del Sitio de Coimbra, на основе кодекса Calixtino).
Также рассказывали, что апостол явился дону Рую Диасу де Вивару в Валенсии накануне его битвы с королём Бикаром, где погибло 22 мавританских правителя, и королю Педро I Арагонскому в 1096 около Уэски; Альфонсо VIII в Битвe при Лас-Навас-де-Толоса (1212). По преданиям, всего Иаков помогал испанцам в битвах около 40 раз.

Дон Кихот рассказывает о нём Санче Пансо:
«...великому этому рыцарю багряного креста господь повелел быть  покровителем  и заступником Испании, особливо в годину тех  ожесточенных  боев,  какие  вели испанцы с маврами,  вот  почему,  когда  испанцам  предстоит  сражение,  они обращаются к этому святому как к своему защитнику и  призывают  его  имя,  и многие сами видели его в бою, видели, как он сокрушал, попирал, уничтожал  и истреблял полчища агарян — в доказательство я  мог  бы  привести  немало примеров, почерпнутых из правдивых испанских хроник».
Когда Реконкиста закончилась и наступили времена Конкисты, в Америке святой покровитель приобрел новое прозвище среди испанцев, превратившись в Santiago Mataindios — «Убийцу индейцев». В XIX веке восставшие против метрополии перуанцы дали святому новую жизнь, избрав своим покровителем уже Santiago Mataespañois — «Убийцу испанцев».

## Влияние на культуру и обзор источников
Легенда о явлении апостола-рыцаря в битве при Клавихо обрела второе дыхание с обретением мощей апостола в испанском городе Сантьяго-де-Компостела в IX веке. Святой Иаков со временем стал единой общей святыней, объединившей иберо-романо-готское население во имя освобождения иберийской земли от мусульман; он стал знаменем Реконкисты и небесным покровителем Испании, а его имя «Сантьяго!» (также ¡Dios ayuda a Santiago! — «Бог помогает Иакову»). Его земным аналогом как вдохновителя на борьбу стал Эль Сид.

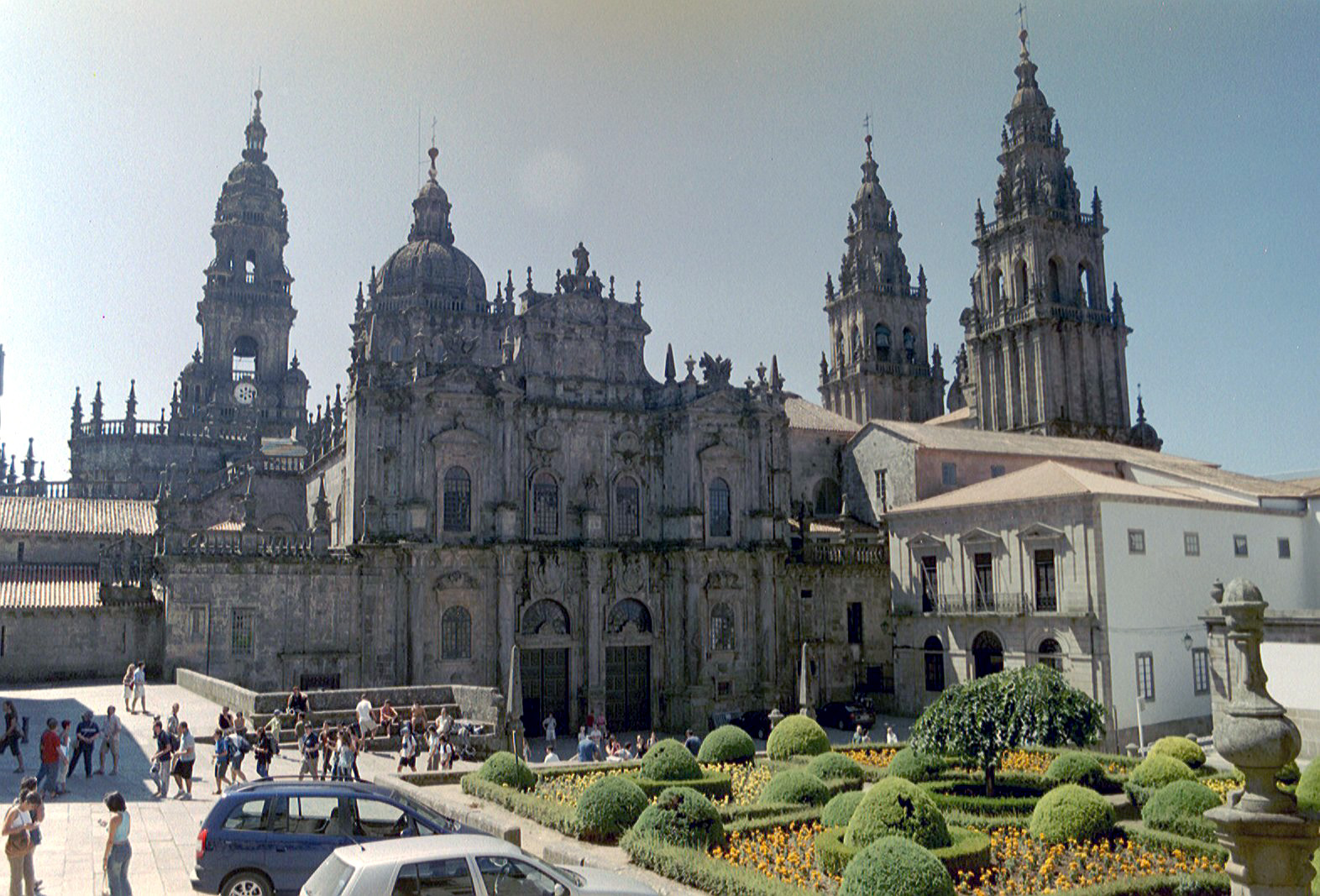
Собор Сантьяго-де-Компостела — крупнейший паломнический центр Европы

Культ апостола Иакова, в особенности как Сантьяго-Матаморос, способствовал сплочению нации в период Реконкисты, а также приносил немалые доходы, превратив город Сантьяго-де-Компостела, где хранились мощи святого, в крупнейший паломнический центр Европы, «второй Рим». После завершения изгнания арабов в 1492 году завершилась и миссия Сантьяго-спасителя нации, и стал проявляться скептицизм относительно роли апостола.
Существует мнение, что сама битва при Клавихо — факт достаточно спорный. Первые упоминания о ней относятся к документу XII века, написанному Педро Марсио, каноником компостельского собора, который утверждал, что скопировал другой документ, относящийся к IX веку, которым король Рамиро делал дары собору в благодарность за победу. Этот документ является предметом дискуссий из-за множества обнаруженных ошибок и неточностей. Затем чудо пересказывается в достаточно поздней хронике, которая была написана епископом Родриго Хименесом де Рада около 1243 года. — De rebus Hispaniae.

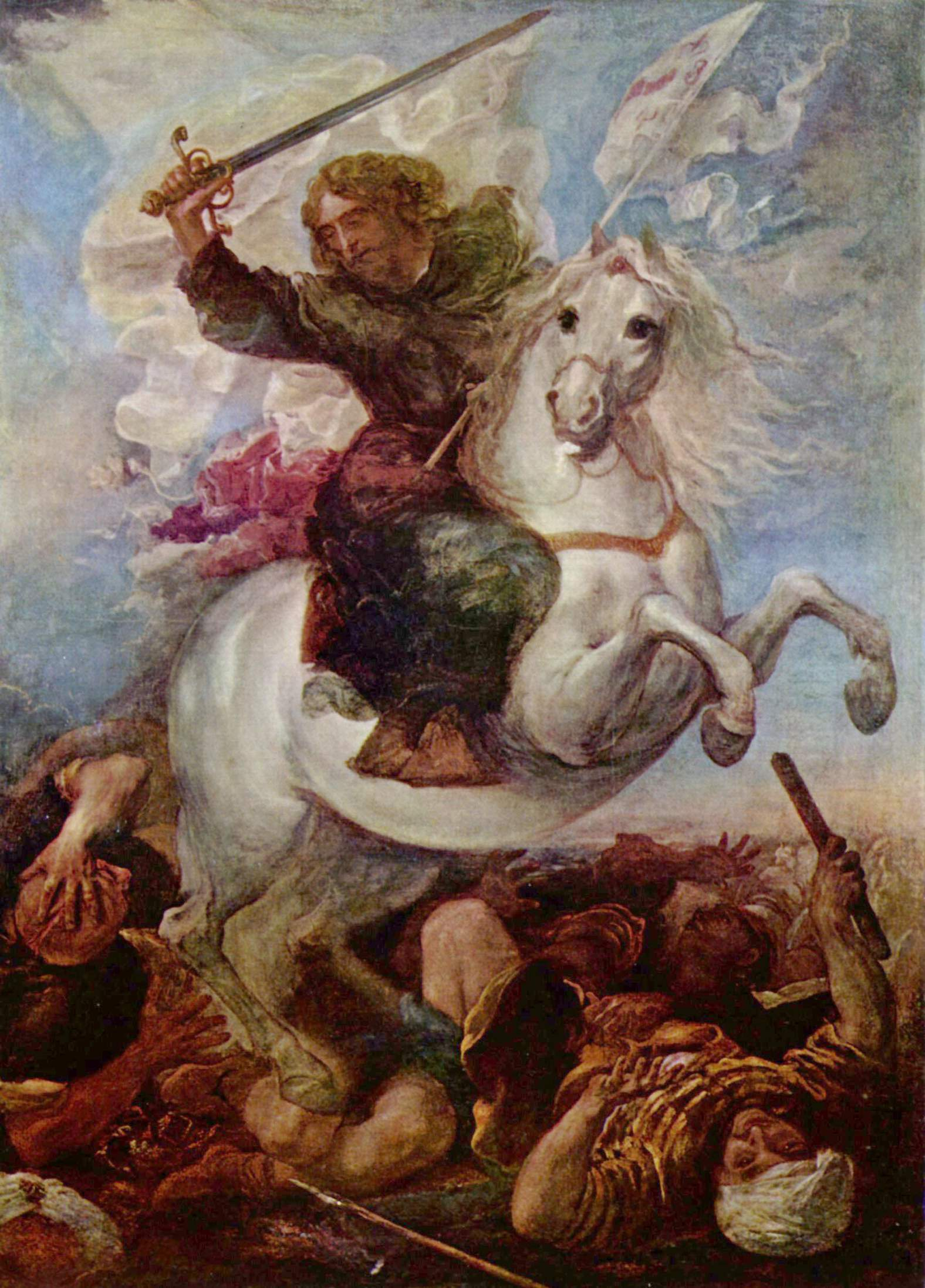
Картина Хуана Карреньо да Миранда

Историю о палестинском рыбаке-апостоле, ставшем испанским небесным рыцарем, критиковали также некоторые христиане, а когда в XVII веке соборы Толедо, Таррагоны и Браги конкурировали с Компостелой, пытаясь переманить паломников, в Толедо был нанесен серьёзный удар легенде о Сантьяго, с помощью составленного с целью её дискредитации документа (сомнительного происхождения) под названием Colección de Concilios. Скептики признавали, что Иакову, конечно, молились в период Реконкисты, но отвергали историю с битвой при Клавихо, и считали абсурдной историю о том, что Иаков принимал личное участие в схватке и сам убивал мусульман. В XVIII веке папа Бенедикт XIV был вынужден даже особо заявить, что испанская миссия апостола есть бесспорный факт, и Рим не имеет никаких сомнений по этому вопросу. Папа от лица христиан объявил, что Иаков сражался в Испании и руководил войнами христиан против мусульман, и св. престол считает это дело закрытым, подтвердив таким образом связь между испанским национализмом и религией, заложенную королём Альфонсо VI ещё в конце XI века.

## Иконография

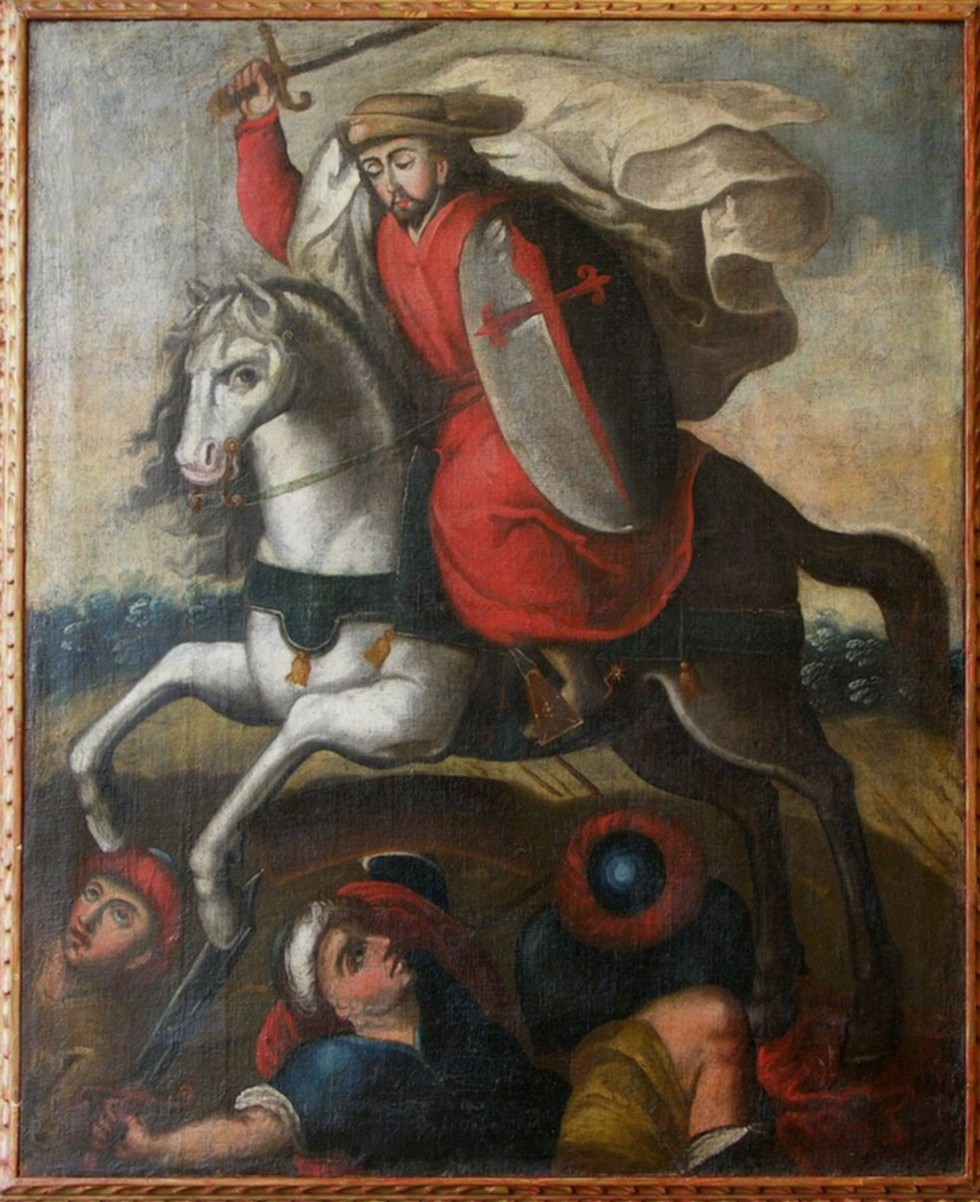
Картина неизвестного мастера, Перу

Явление святого изображается согласно описаниям — на белом коне и обычно в красном развевающемся плаще. Он убивает врагов христианства, под копытами его коня — трупы противников, одетых в мавританские одежды. Латиноамериканский примитив мог изображать его в широкой соломенной шляпе, его могли «одеть» также в наряды Ордена его имени. Популярна как живописная, так и скульптурная иконография святого.
Другой, также популярный в Испании вариант иконографии — Santiago Peregrino — Св. Иаков-паломник (Путь Святого Иакова).

## Политкорректность

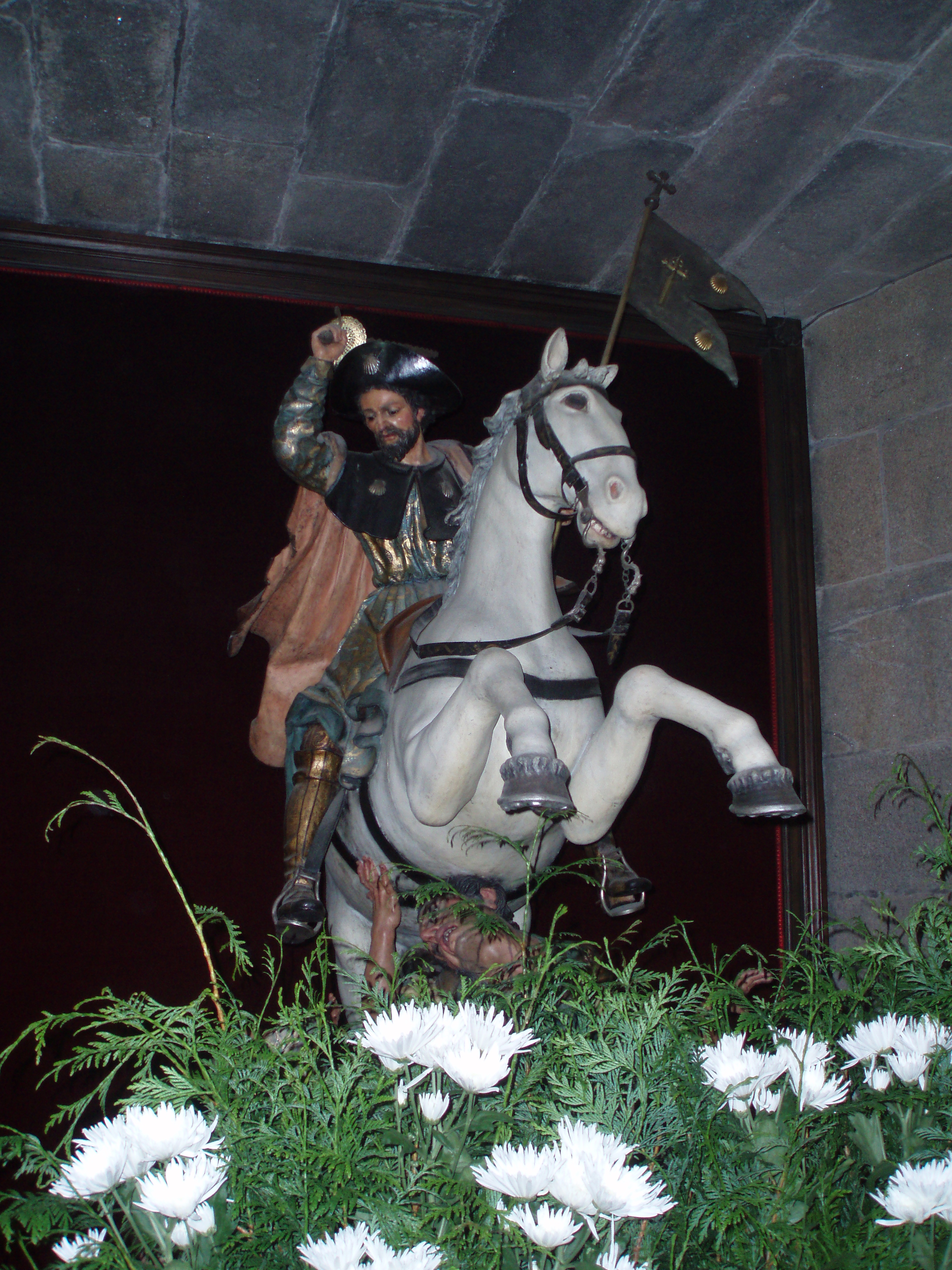
Статуя в интерьере собора, 2009 год — подножие с фигурами убитых мусульман скрыто цветами, принесёнными прихожанами

7 мая 2004 года было объявлено, что капитул собора Сантьяго-де-Компостела решил убрать статую Иакова-Мавробойцы (скульптор Хосе Гамбино, XVIII век) из помещения храма и заменить её на изображение святого в образе паломника, так как изображения убитых мусульман в тюрбанах могут вызвать негодование мусульман, которые тоже посещают храм, являющийся памятником архитектуры. Ректорский совет при епископе Сантьяго-де-Компостела, как отметил его представитель Хосе Фернандес Лаго, принял такое решение «не только из-за опасения возможной мести со стороны исламских экстремистов, но и потому, что, по мнению совета, изображение убивающего мусульман христианского святого не соответствует новому духу Католической церкви». Совет заявил, что хочет «вернуть святому его истинное значение, ибо он прежде всего был провозвестником слова Христова на Иберийском полуострове», и что это решение было принято несколько лет назад, но до него не доходили руки. Однако, как написала испанская газета El Mundo, на самом деле «руководство собора опасается острых реакций со стороны арабского мира, особенно после 11 марта», то есть терактов в Мадриде 11 марта 2004 года.
Нынче ночью прошел Сант-Яго

	по светлым дорожкам неба.

	Это дети, смеясь, рассказали

	тоненьким струйкам речки.

	   Далеко ли небесный странник

	держит путь по бескрайним тропинкам?

	Он едет заре навстречу

	на коне, что белее снега.

	   Дети-крошки, резвитесь на воле,

	раскидайте свой смех по ветру!

	   Мой сосед рассказал про Сант-Яго

	и про двести рыцарей храбрых

	в одежде из яркого света

	с гирляндами звезд зеленых;

	а конь-то хорош у Сант-Яго,

	это же месяц двурогий! (...)

 — Слушай, бабушка, где ж Сант-Яго?

	— Вон он скачет со свитой своею,

	вон плюмаж на высоком шлеме,

	жемчуга на кольчуге тонкой,

	а солнце на грудь его село,

	а луна поклонилась в ноги.
Изменение статуса почитаемой святыни в свою очередь, вызвало негодование католиков (по выражению одной испанской газеты — «они там с ума сошли с этой политкорректностью»), началась кампания в прессе, подножие статуи завалили цветами. Наконец, в июле того же года Алехандро Барраль, председатель культурной комиссии совета прихожан, который ранее говорил, что  «скульптура может оскорбить чувства представителей других этнических групп», объявил: «Она останется на прежнем месте. Её никуда не уберут. Мы решили, что статуя св. Иакова останется в соборе. Нет никаких причин, по которым она должна быть в ближайшем будущем убрана. На сегодняшний момент дебаты о её судьбе остановлены». На февраль 2013 года статуя находится на своем прежнем месте (несмотря на ряд сообщений русскоязычных интернет-СМИ, что её «вынесли»).
Генри Мортон несколькими десятилетиями ранее писал о той же статуе по сходному поводу:
 «В одном из трансептов мы обнаружили красивую статую святого на лошади, походящего на Святого Георгия — только вместо дракона он поражал мавра. 
— Когда Франко пришел сюда со своими марокканскими частями, — иронично заметил мой товарищ, — мы решили, что вежливо будет спрятать статую нашего святого покровителя».

## В литературе
- Со временем слово «матаморос» стало обозначать в испанской комедии солдата — хвастуна и забияку (Капитан (комедия дель арте), среди итальянцев, половина которых находилась под властью Испании, образ испанского солдата-идиота был популярен). «Капитан Матаморос» — комедийный тип, хвастливый воин. Из испанской литературы оно попало к Корнелю: комедия «Иллюзия» (написанная под влиянием испанского театра), в которой Матамор превращается в офицера-гасконца, влюблённого в главную героиню. С легкой руки Корнеля слово matamore попало к Скаррону («Бахвальство капитана Матамора», 1646), и вошло во французский язык. В XIX веке его можно встретить в «Капитане Фракассе» (1863) Теофиля Готье и «Графине де Монсоро» (1846) Александра Дюма.
- Корнуэлл, Бернард, «Стрелки Шарпа»: роман о наполеоновском нашествии, во время которого испанские партизаны хотят поднять знамя, под которым бился св. Иаков и этим воодушевить страну на борьбу с захватчиком.
- Федерико Гарсия Лорка, стихотворение Dice un hombre que ha visto a Santiago…

## См. также

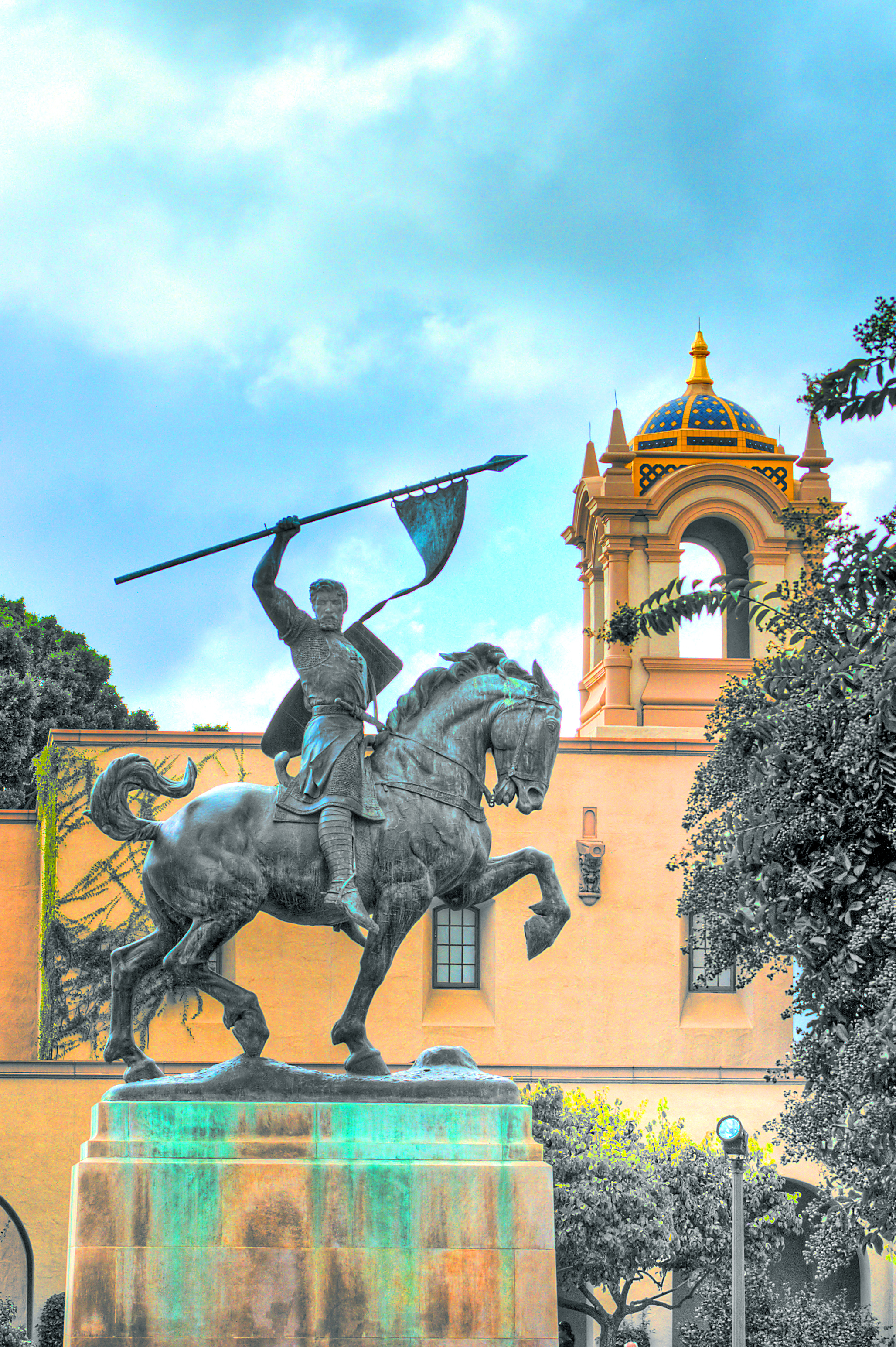
Эль Сид — реально существовавший рыцарь, ставший легендой, наравне с Сантьяго вдохновлявший на бой
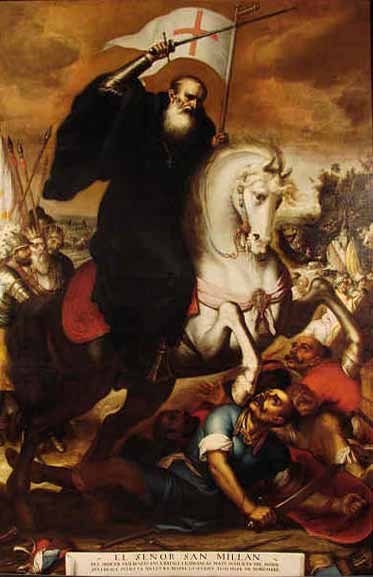
Сражение при Симанкасе — другая битва Реконкисты (21 августа 939), между Рамиро II и Абд ар-Рахманом III, ознаменованная чудесным явлением св. Мильяна
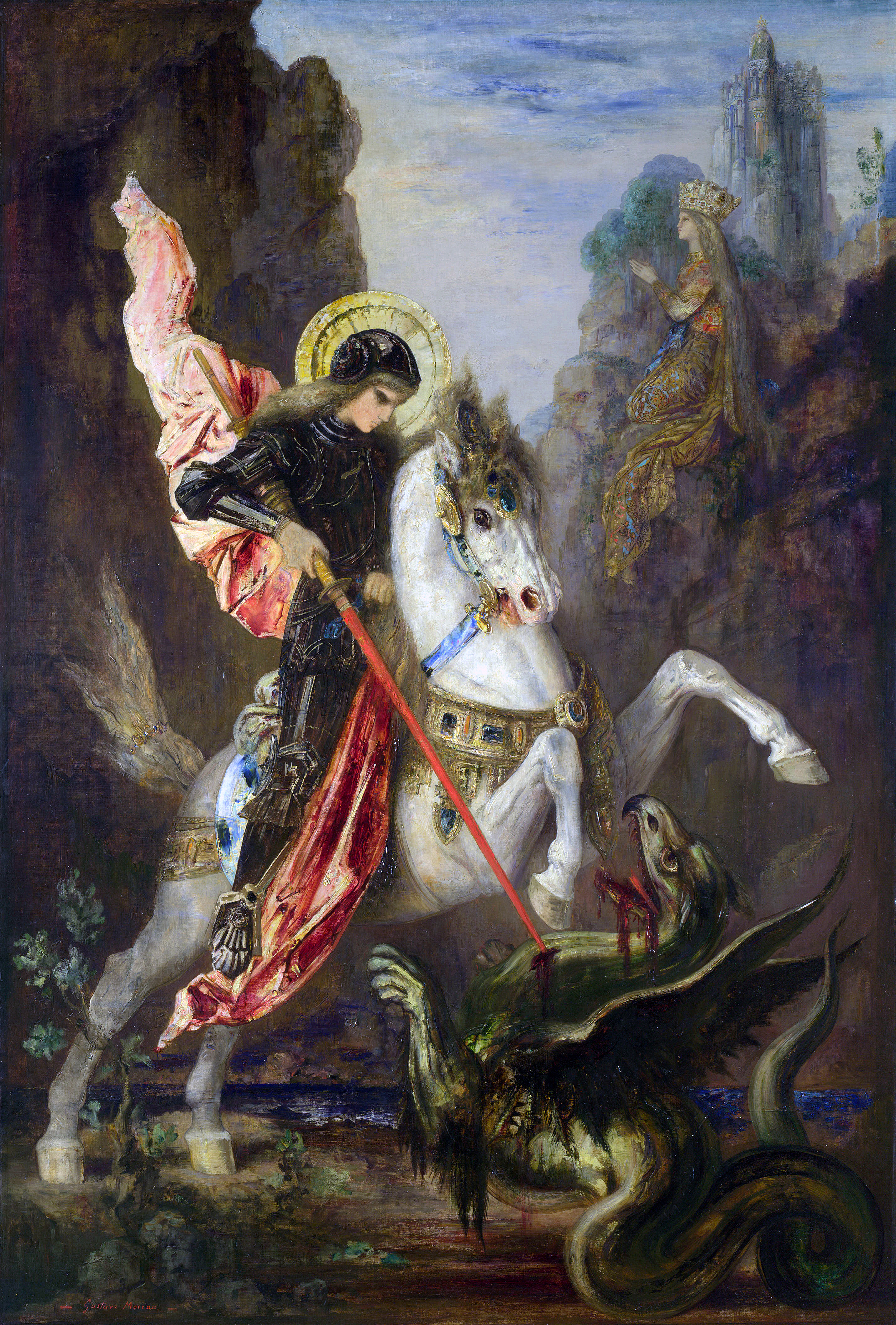
Чудо Георгия о змие
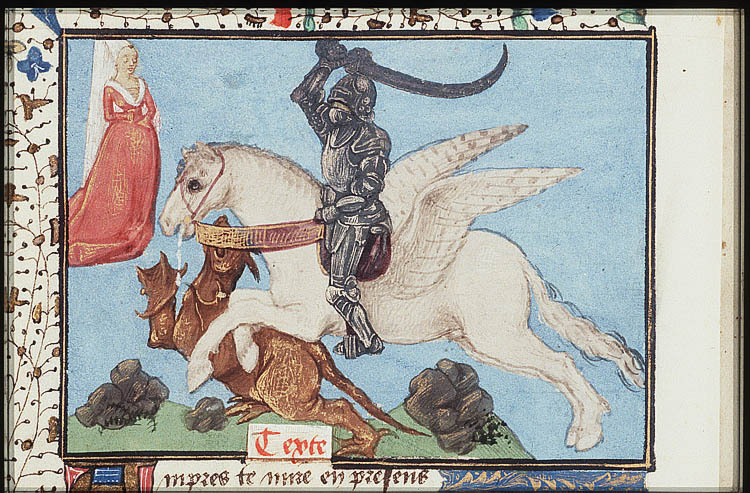
Персей спасает Андромеду